# Uitgeverij Loempia
Uitgeverij Loempia was een Belgische uitgeverij van stripverhalen. Ze werd in de jaren 80 opgericht door Jef Meert en werd in 1996 verkocht aan Standaard Uitgeverij.

## Geschiedenis
Meert (°1950) debuteerde op 17-jarige leeftijd als dichter. Zijn eerste poëziebundel werd uitgegeven door De Bladen voor de Poëzie, maar voor zijn tweede bundel vond hij geen uitgever. Naar eigen zeggen kwam dit door het extravagante karakter ervan. Meert gaf de bundel vervolgens uit in eigen beheer. Meer publicaties volgden. Eind jaren 70 richtte Meert een vzw op die fungeerde als distributiekanaal voor alternatieve publicaties. Bij die publicaties zaten ook strips. In 1981 werd Meert zelfstandige en wilde hij zelf uitgever worden. Hij werd in contact gebracht met Willy Linthout, die net een parodie op Nero had gemaakt en van Marc Sleen 100 exemplaren van deze strip mocht uitgeven, wat Meert uiteindelijk deed. Linthout kwam daarna op de proppen met een ouder idee van hem om een strip te maken rond komiek Urbanus. Ook Urbanus ging akkoord. Zo verscheen de eerste strip uit de Urbanusreeks, Het fritkotmysterie, meteen de eerste uitgave van Uitgeverij Loempia. Meert werd er zelf opgevoerd als "Jef Patat". Het album verscheen op 10.000 exemplaren en was snel uitverkocht. Ook de volgende strips werden bij Loempia uitgegeven en ook de merchandising kwam bij deze uitgeverij terecht. De oplage van Urbanus liep op tot 60.000 exemplaren bij de eerste druk, waarvan 20.000 voor Nederland waren bedoeld.
Meert voelde aanvankelijk niet veel voor het uitgeven van andere stripreeksen, maar Kamagurka vroeg hem zijn strips voortaan uit te geven voor de Vlaamse markt (in Nederland bleef dat De Harmonie). Zo verscheen Lava, iets tussen een strip en tijdschrift met onder meer fotostrips geënt op de gelijknamige tv-reeks. Ook bracht Loempia in samenwerking met De Harmonie Cowboy Henk en de twee eerste cartoonbundels van Gummbah van Kamagurka uit.
Loempia trok op de Franse markt na de aankoop van uitgeverij Magic Strip uit curatele. Hierdoor kreeg Loempia onder meer werk van Daniel Torres, Yves Chaland en André Franquin in haar fonds. Ook bouwde uitgeverij Loempia een afdeling met erotica uit, onder meer in samenwerking met Professeur Choron, Milo Manara en illustrator Stanton. Loempia werkte hierbij onder de labels "Turbo" en "Follies". Voorts maakte Loempia ook werk van enkele co-edities, waaruit onder meer bundels vloeiden van Manara, Paolo Eleuteri Serpieri en Franquin.
Loempia werd in de jaren 90 op het internationaal stripfestival van Angoulême beschouwd als de op vier na grootste uitgeverij. Ze liet zo onder meer de bekende uitgeverij Casterman (o.a. uitgever van De avonturen van Kuifje) achter zich.
Meert werd het uiteindelijk moe om steeds tussen de kantoren van Loempia in Parijs en Antwerpen te reizen en wilde ook een andere weg inslaan in zijn leven. Meert verkocht de uitgeverij in 1996. Uitgeverij Dupuis, Het Volk en Standaard Uitgeverij waren geïnteresseerd. Meert koos – in samenspraak met Kamagurka, Linthout en Urbanus – voor Standaard Uitgeverij, omdat Het Volk enkel Urbanus wilde en Standaard Uitgeverij dichterbij was dan Dupuis.

## Naam
De naam Loempia werd op café bedacht. Meert wilde – in tegenstelling tot uitgeverijen als Dargaud, Dupuis en Casterman – zijn naam niet verbinden aan de uitgeverij om zijn naam niet te bezoedelen bij een mogelijke flop. Toen Meert een krediet van 250.000 BEF aanvroeg bij de bank, werd hem dat op basis van de naam geweigerd.

## Albums

### Reeksen
Loempia gaf albums uit in de volgende reeksen:
- Archief / avontuur
- Aryanne
- Bert
- Bestemming Peru
- Brian Howell
- Casino
- Cowboy Henk
- De eeuwige reis
- De onzichtbare man
- De Papevreters
- De Schakelaar
- De avonturen van Urbanus
- De zwarte hand
- Don Vito
- Druuna
- Follies
- Follies plus
- Follies uitverkocht

- Freddy Lombard
- Hermes detectivebureau
- Het sexuele leven van Jan Bucquoy
- Hombre
- Jean-Pierre Van Rossem
- Keos
- Koning Gonzales
- Nefriti
- Oorlogskronieken
- Orion
- Partizanen
- Ranx
- Sgt.Kirk
- Szereszewski
- Ton en Tineke
- Van Coover
- Wendy
- Zwartkijken

### Auteurs
Loempia gaf ook losstaande albums uit van de volgende auteurs:
- Frédéric Boilet
- Ataide Braz
- Guido Crepax
- Paul Cuvelier
- Bruno Goosse
- Auke Herrema
- Kamagurka
- Jacques Laudy
- Bruno Loisel
- Milo Manara
- Hugo Pratt
- Paolo Eleuteri Serpieri
- Jacques Tardi
- Carlos Zefiro